# Achaios (mytologi)
Achaios (oldgræsk: Ἀχαιός) var ifølge næsten alle traditioner, en søn af Xuthos og Kreousa, og dermed en bror til Ion og barnebarn af Hellen og oldebarn af Deukalion.
Achaierne betragtede ham som skaberen af deres race, og at de stammer fra ham ligesom deres navn, Achaia, som tidligere blev kaldt Aegialus. 
Da hans onkel Aiolos i Thessalien døde, og rejste Achaios selv til Peloponnes, og gjorde sig selv til mester i Fthiotis, som nu også har modtaget navnet Achaia fra ham.
Servius var alene om at beskrive Achaios som en søn af Jupiter (Zeus) og Pithia, som sandsynligvis er Phthia stavet forkert, af fortællingerne af Clemens.